# Znanstveno in inovacijsko središče Pomurje
Znanstveno in inovacijsko središče Pomurje (okrajšano ZIS Pomurje) je javni raziskovalni zavod s sedežem v Murski Soboti, ustanovljen s sklepom vlade RS 12. maja 2022 z namenom podpreti razvoj raziskovalne dejavnosti v pomurski regiji.
ZIS Pomurje je član konzorcija Spoznaj, ki se osredotoča na podporo politiki odprte znanosti z namenom zagotavljanja dostopnosti raziskovalnih rezultatov in posledično izboljšanju pogojev za nadaljnje raziskovalno delo. Zavod se je povezal tudi z več tujimi raziskovalnimi organizacijami.

## Politično ozadje
Ob ustanovitivi tik pred menjavo vlade in tudi kasneje so se pogosto pojavljali očitki o političnem ozadju nastajanja in delovanja zavoda ZIS Pomurje in organizacijski nesposobnosti vodstva.